# ライト兄弟 (火薬陰謀事件)
兄ジョン・ライト（John "Jack" Wright、1568年1月 - 1605年11月8日）と弟クリストファー・ライト（Christopher "Kit" Wright、1570年? - 1605年11月8日）の兄弟は、イングランド史においてプロテスタントのイングランド国王ジェームズ1世を暗殺してカトリックの君主に挿げ替えようとした1605年の過激派カトリック教徒による火薬陰謀事件のメンバー。特にジョンは1604年2月の計画最初期から関わっていた主要人物。
イングランドのヨークシャーのウェルウィックの出身で、兄弟共にカトリックの影響が大きいヨークの学校で少年期を過ごす。学友には同じく火薬陰謀事件に加担するガイ・フォークスやイエズス会の神父となるオズワルド・テシモンド等がいた。兄弟共に国教忌避者かつ腕の立つ剣士として知られ（特に兄ジョンは当時最高の剣士と謳われた）、何度か国家安全保障の名目で投獄の憂き目に遭った。1601年のエセックス伯の反乱にも兄弟で参加、反乱の失敗で投獄されるも助命された。クリストファーは1602年から1603年にかけてのスペイン政府に対しイングランド侵攻を嘆願する使節団（スペイン反逆事件）に関与したとされるが異説もある。
1603年にイングランド王としてジェームズ1世が即位すると、多くのカトリック教徒たちはカトリックへの寛容政策を期待していたが、次第に失望に変わった。その一人である過激派のロバート・ケイツビーは貴族院（ウェストミンスター宮殿）で行われる議会開会式にて、議場を大量の火薬をもって爆破し、ジェームズおよび政府要人らをまとめて暗殺した上で、同時にミッドランズ地方で民衆叛乱を起こし、カトリックの傀儡君主を立てることを計画した。
エセックス伯の反乱の参加者でもあったケイツビーは、親しいジョンに計画を打ち明け、1604年2月までには彼は参加を決めた。ジョンは1604年5月の最初の打ち合わせに参加するなど、初期から関わっていた5人の主要メンバーの一人となった。この計画には有力貴族ノーサンバーランド伯の縁者で、社会的信用度の高い義兄弟トマス・パーシーも参加しており、さらに1605年3月までには弟クリストファーも計画に加わった。そして計画準備を着々と進めていった。
しかし、陰謀を密告する匿名の手紙に基づき、イングランド当局は計画決行日の前日である1605年11月4日の深夜にウェストミンスター宮殿の捜索を行い、貴族院の地下室にて、大量の火薬とそれを管理していたフォークスを発見し、計画は露見した。
ジョンはミッドランズでの反乱のためにケイツビーと共に同地に向かっている途中であり、ロンドンにはクリストファーが残っていた。クリストファーはパーシーと共に即座に街を脱出して、ケイツビー一行を追いかけて合流した。仲間たちは当初計画通りにミッドランズで反乱を起こし、最後の抵抗を試みようとしたが、ロンドンの情報が広がったことによってもはやケイツビーらを支持したり協力を申し出る者はおらず、計画は頓挫した。
11月8日の早朝に、滞在していたスタッフォードシャーのホルベッチ・ハウスを、ウスターの州長官率いる200人の部隊に襲撃され、その戦闘の中でライト兄弟は2人ともケイツビーらと共に射殺された。

## 前半生
ジョンとクリストファーのライト兄弟はヨークシャーのウェルウィックにてロバート・ライトとその2番目の妻であるアーシュラ・ラドストン（ヘイトンのニコラスとジェーン・ラドストンの娘）との間に生まれた。兄ジョンは1568年1月16日に洗礼を受け、弟クリストファーは1570年に生まれた。
姉のウルスラは1584年にマルマデューク・ウォード（Marmaduke Ward of Givendale, Mulwith and Newby）と結婚し、その長女メアリ・ウォードは、（聖母マリア協会とも知られる）ロレット女子修道会の創設者である。妹のマーサは、1591年に後の火薬陰謀事件で同志となるトマス・パーシーと結婚した。
兄弟はヨークのセント・ピーターズ・スクールで教育を受けた。この同級生には火薬陰謀事件の代名詞的存在と言えるガイ・フォークスがおり、他にも後にカトリック神父となるオズワルド・テシモンド、エドワード・オールドコーン、ロバート・ミドルトンがいた。校長ジョン・プルライン（John Pulleine）は表向きは順応主義者であったがヨークシャーの有名な国教忌避者の家の出身であり、また、その前任者は国教忌避罪で20年間、監獄に収監されていた人物であった。
その後、ジョンはドロシーと、クリストファーはマーガレットと結婚した。ジョンは1590年代後半に娘ができた。
1596年にエリザベス女王が病臥すると、これを機会とする反乱の予防を名目として兄弟は当局に拘束された。1601年には、エセックス伯の反乱に関与したとしてホワイト・ライアン監獄に投獄された。この反乱には火薬陰謀事件の首謀者となるロバート・ケイツビーも関与していた。ライト兄弟は2人とも剣術に長けており、特にジョンは勇士として有名であった。
学友でもあったイエズス会のオズワルド・テシモンド神父はジョンについて「体格が良く、気質も良かった。どちらかといえば背の高い方で、顔立ちは整っている。
やや寡黙な性格で友人は少なかったが、友人にはとても誠実であった」と記している。また、弟クリストファーについては兄と外見は少し異なり「顔は似ておらず、毛が太く色は明るい髪型に、背は高い人物」であったという。
ジョン・ジェラード神父によれば、兄ジョンがエセックス伯と関わるようになったのは彼がカトリックに改宗した時期と重なるという。ジェラードはまた、ジョンの家であるリンカンシャーのトウィグモア・ホールが「神父たちがよく出入りする場所であり、それは彼自身の精神的慰めと、我々の身体を助けるため」の場所であったと語り、一方で政府は「反逆者たちのための教皇派の大学」と評し、あまり好ましく思っていなかった。
ジョンは改宗後に「模範的な生活を送る人」となった。
その2年後、再び女王の健康状態が悪化すると、神経質になった政府はジョンとクリストファーを再び投獄した。イングランドの古物学者ウィリアム・キャムデンは彼らを「変革に飢えた男」と表現した。
クリストファーは、1603年にアンソニー・ダットンという偽名でスペインに渡り、イングランドのカトリック教徒を支援するようスペインに支援を求めた可能性がある。ただし、伝記作家のマーク・ニコルズは異論を唱え、火薬陰謀事件の失敗後に、ロンドン塔に収監されて尋問を受けたガイ・フォークスとトマス・ウィンターが、ダットンなる人物とクリストファーを同一人物と証言したのではないかと述べている。

## 火薬陰謀事件
1603年にカトリックを弾圧したエリザベス女王が亡くなり、ジェームズ1世がイングランド国王に即位した。彼自身はプロテスタントであったものの、彼の母であるスコットランド女王メアリーはカトリックの殉教者と見なされていたため、イングランド国内のカトリック教徒の多くは彼がカトリックへの寛容政策をとるのではないかと期待していた。実際に即位直後は寛容的な態度を見せたものの、妻アンにローマ教皇から密かにロザリオが贈られたことなどが発覚し、1604年2月にはカトリック司祭の国外退去命令が出されたり、国教忌避者に対する罰金の徴収が再開された。これによりカトリック教徒たちは国王に大いに失望した。その中の一人である過激派のロバート・ケイツビーは、議会開会式にて議場を大量の火薬で爆破してジェームズおよび政府要人をまとめて暗殺し、また同時にミッドランズ地方で反乱を起こしてカトリックの傀儡君主を立てることを計画した（火薬陰謀事件）。

### 準備
1604年初頭に盟友ケイツビーは後に「火薬陰謀事件」と呼ばれる時のイングランド国王チャールズ1世を暗殺する計画を企てた。ケイツビーは、新国王チャールズがカトリックに寛容な政策をとると期待していたが、このころには路線変更がないと確信し、失望していた。そこでケイツビーは議会開会式にて議場を大量の火薬で爆破してジェームズおよび政府要人をまとめて暗殺し、また同時にミッドランズ地方で反乱を起こしてカトリックの傀儡君主を立てることを計画した。1604年2月、ジョンは従兄弟のトマス・ウィンターと共に、ケイツビーのランベスの自宅に招かれ、この計画を打ち明けられた。ウィンターは当初失敗を恐れて渋ったものの、ケイツビーに説得された。その後、スペインに支援を求めるため、ウィンターが大陸に派遣され、カスティーリャ領事館で紹介されたのがケイツビーもよく知るイングランド人であるにもかかわらず、敬虔なカトリック教徒ゆえにスペイン軍に従軍していたガイ・フォークスであった。また、その数週間後には、有力貴族ノーサンバランド伯に重用されており、ジョンの妹マーサの夫でもある義弟トマス・パーシーも計画に加わることが決まった。こうして計画の中心メンバー5名は、1604年5月20日の日曜日にロンドンの富裕層が集まるストランド地区にある「ダック・アンド・ドレイク」という宿屋で、最初の打ち合わせを開いた。外部から隔離された個室において、5人は祈祷書に秘密の誓いを立てた。偶然だが、ケイツビーの友人で、陰謀を知らないジョン・ジェラード神父が別室でミサを行っており、その後、5人は聖体を拝領した。
伝記作家のマーク・ニコルズによれば、ジョンは計画初期から「計画への懸念や躊躇の兆候はほとんど見られなかった」という。ジョンは、家族をウォリックシャーのラップワースに移し、そこで馬を飼うなど、準備を進めていった。また、1605年3月25日には弟クリストファー・ライトも陰謀に加わった。1605年7月までには貴族院の地下室に大量の火薬樽を運び入れ、同月に議会の開会は11月5日に延期されることが公示され、この日が作戦の決行日となった。

### 計画の失敗
決行日まで10日と迫った10月26日、モンティーグル男爵の元に差出人は不明で陰謀を示唆する警告の手紙が届けられた。彼はこれを即座に国王秘書長官ロバート・セシルに報告し、未だ全貌がわからないものの、イングランド当局が陰謀を察知することになった。実はパーカーの使用人にはトマス・ワードというクリストファーの妻マーガレットと近縁で、家族ぐるみの付き合いがある男がおり、ここからケイツビーらも、密告の手紙を知った。
このころ、ライト兄弟はケイツビーと一緒にエンフィールド・チェイス近くのホワイト・ウェッブズにいた。密告状の差出人として新参の仲間フランシス・トレシャムが疑われたものの、仲間たちは計画に支障はないと判断した。
前日の11月4日にはパーシーが主のノーサンバーランド伯を訪ねて、手紙にまつわる噂について確認を行った。その上でロンドンに戻ると、ジョン、トマス・ウィンター、ロバート・キーズの3人に心配する必要はないと答えた。同夜、ミッドランズの反乱のために、ジョンはケイツビー、トマス・ベイツと共にロンドンを出立した。ところが、深夜に貴族院の地下室にて、大量の火薬およびそれを管理していたフォークスが発見されてしまった。
フォークスが捕まったというニュースがストランド地区の豪邸（グレートハウス）を中心に広まると、クリストファーは事態に気づき、宿屋「ダック・アンド・ドレイク」に滞在していたトマス・ウィンターの元へ駆けつけた。ウィンターは、クリストファーにニュースを確認するように命じ、政府がトマス・パーシーを探していることを確認すると（フォークスはパーシーの使用人「ジョン・ジョンソン」と名乗り、貴族院地下室を出入りしていた）、次にこれをパーシーに警告するよう命じた。クリストファーはパーシーと共にロンドンを脱し、ダンスタブルに向かい、やがてケイツビーや兄ジョンらに合流した。
この時点でケイツビーはミッドランズでの反乱は諦めておらず、事前にエバラード・ディグビーから送られてきた馬に乗って、彼と彼が率いる「狩猟隊」が待つダンチャーチに向かった。その途中のアシュビー・セント・レッジャーでロバート・ウィンターが合流し、ダンチャーチではノーブルックに土地勘があり、現地で物資調達を担っていたジョン・グラントも合流した。
11月6日、彼らはウォリック城から馬を盗み、ストラットフォード・アポン・エイボン近くのノーブルックから貯蔵武器を回収した。同日、政府は一味の一人アンブローズ・ルックウッドの使用人への尋問から犯人たちの情報を割り出して逮捕を宣告し、この中にはライト兄弟の名前もあった。
11月7日にケイツビーらはスタッフォードシャーの州境にあるホルベッチ・ハウスに到着した。ロンドンの事態が広まるにあたってもはや彼らに協力や支援をする者はおらず、雨に打たれて疲労と絶望感に苛まれていた。ベイツやディグビーといった一部の仲間が逃げ出す中、ライト兄弟は留まっていたが、翌8日にイングランド政府から派遣された200人規模の追跡隊がホルベッチ・ハウスを襲撃し、ライト兄弟は射殺された。
この時、医者の手当を受けていれば、まだ命は助かった可能性があったものの、追跡隊が彼らにやったことはその衣服を剥ぎ取ることであった。
兄弟の妹であるアリス・ライトは、ウィリアム・レッドショーの妻で、メアリー王女の看護師になろうとしており、ストランドに下宿していた。彼女は火薬陰謀事件への関与を疑われ、サー・エドワード・ホビーとトマス・ポスモナス・ホビーが1605年11月26日にセシルに彼女のことを手紙で知らせ、彼女がトマス・パーシーの友人であることを記した。